# The Killing Tree
The Killing Tree (auch TKT genannt) war eine Metalcore-Band aus Chicago, Illinois. Ihren Ursprung hatte die Band bei Tim McIlrath (Sänger von Rise Against) und beinhaltete auch ein weiteres (ehemaliges) Mitglied von Rise Against, Todd Mohney.

## Geschichte

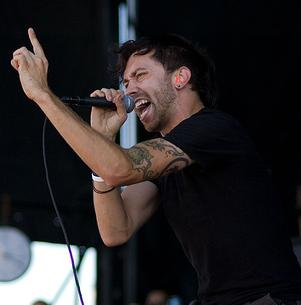
Tim McIlrath, Sänger von The Killing Tree Live 2006

The Killing Tree wurde noch vor Tim McIlrath's anderer Band, Rise Against gegründet. In einem Interview sagte McIlrath: I used to play in a band called Baxter with Geoff Reu and Remis, and we always had an itch to do heavier music. (Ich spielte ursprünglich in einer Band namens Baxter mit Geoff Reu und Remis, und wir hatten immer einen Hang zu härterer Musik). McIlrath war sich sicher, dass Rise Against's Label Fat Wreck Chords nicht damit einverstanden wäre, dass er mit einer andern Band zusammen arbeitet. Deswegen nahmen die Mitglieder von The Killing Tree eine andere Identität für ihre Aufnahmen und Auftritte an. The Killing Tree hat seit 2003 keine EPs oder Alben veröffentlicht.
The Killing Tree sind seit 2004 nicht mehr live aufgetreten und haben seit 2006 auch keine weitere Musik veröffentlicht. Die offizielle Website wurde seit dem 26. August 2005 nicht mehr aktualisiert. Bis dato wurden keine Pläne der Band geäußert, erneut zusammenzukommen.

## Stil
Der Musikstil von Killing Tree widerspricht eher dem gewohnten Stil von Rise Against. Die Songs sind in der Regel länger und haben einen starken Metal-Einfluss sowie Screaming Vocals und aggressive Breakdowns.

## Diskografie

### Alben und EPs
- 2000: Bury Me At Make-Out Creek
- 2002: The Romance of Helen Trent
- 2003: We Sing Sin

### Kompilationen
- 2006: Hair: Chicago Punk Cuts ("Dressed To Fuck")

## Bandmitglieder und deren Pseudonyme
- Tim McIlrath (James Kaspar) – Rhythmusgitarre, Gesang
- Todd Mohney (Todd Rundgren) – Leadgitarre
- Geoff Reu (Jean-Luc Rue) – Bass, Gesang
- Timothy Remis (Botchy Vasquez) – Schlagzeug

## Ehemalige Mitglieder
- Laura Cahill – Gesang (bis Frühjahr 2000) (nur Proben, keine Aufnahmen oder Konzerte)
- Neil Hennessy – Schlagzeug (bis Frühjahr 2000) (nur Proben, keine Aufnahmen oder Konzerte)